# Deportivo Jocotán
Deportivo Jocotán Fútbol Club – gwatemalski klub piłkarski z siedzibą w mieście Jocotán, w departamencie Chiquimula. Występuje w rozgrywkach Segunda División. Domowe mecze rozgrywa na obiekcie Estadio Olimpia.

## Historia
Przez cały okres swojego istnienia klub występował w niższych ligach gwatemalskich. W drugiej lidze grał w latach 2001–2002 i 2014–2019.
Zespół nosi przydomek „La Furia Chortí”, nawiązujący do grupy etnicznej Chortí licznie zamieszkującej miasto i okolice.

## Trenerzy
- José Garnica (2014)[2]
- Amarini Villatoro (2015)[3]
- Amarini Villatoro (2016)[4]
- Armando Di Paolantonio (2017)[5]
- Julio Englenton Chuga (2018)[6]